# تاريخ غواتيمالا

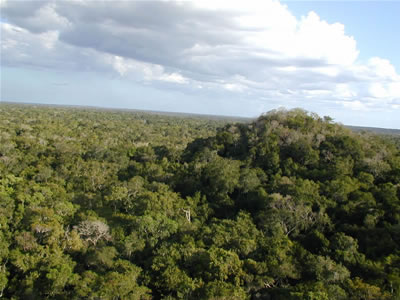

يبدأ تاريخ غواتيمالا بحضارة المايا (2,000 ق.م – 250 م)، التي كانت من بين تلك التي ازدهرت في البلاد. يبدأ التاريخ الحديث للبلاد بالغزو الإسباني لغواتيمالا عام 1524.
أصبحت غالبية مدن المايا في العصر الكلاسيكي (250 – 900 م) في منطقة حوض بيتين في منطقة السهول الشمالية مهجورة بحلول عام 1,000 للميلاد. ازدهرت ولايات مرتفعات بليز الوسطى حتى وصول الفاتح الإسباني بيدرو دي ألفارو عام 1525. بدأ الفاتح الذي دعاه سكان المايا باسم «المحتل» بإخضاع الولايات الهندية.
كانت غواتيمالا جزءًا من القيادة العامة الإسبانية لغواتيمالا لمدة 300 سنة تقريبًا. ضمت القيادة المنطقة المعروفة حاليًا باسم تشياباس في المكسيك، بالإضافة إلى أراضي دول غواتيمالا والسلفادور وهندوراس ونيكاراغوا وكوستاريكا. حصلت أراضي هذه القيادة على استقلالها عام 1821 وأصبحت جزءًا من الإمبراطورية المكسيكية الأولى حتى عام 1823. منذ عام 1824 أصبحت جزءًا من جمهورية أمريكا الوسطى الاتحادية. لدى تفكك الجمهورية عام 1841، حصلت غواتيمالا على استقلالها الكامل.
في أواخر القرن التاسع عشر وبدايات القرن العشرين، جذبت المقومات الزراعية لغواتيمالا اهتمام عدد من الشركات الأجنبية أهمها شركة يونايتد فروتس (يو إف سي) لتجارة الفاكهة الاستوائية. حصلت هذه الشركات على دعم حكام البلاد المستبدين من جهة، وحكومة الولايات المتحدة من جهة أخرى، وذلك من خلال دعمها تطبيق قوانين العمل الوحشية وتقديم تنازلات كبيرة لملاك الأراضي الأثرياء. في عام 1944، أدت سياسات خورخي روبيكون إلى انتفاضة شعبية مثلت بداية الثورة الغواتيمالية التي استمرت لمدة عشر سنوات. شهدت الفترتان الرئاسيتان لكل من خوان خوسيه فالور وخاكوبي بنزين إصلاحات اجتماعية واقتصادية واسعة، من ضمنها زيادة كبيرة في نسب المتعلمين وبرنامج إصلاح زراعي ناجح.
دفعت السياسات الاقتصادية التقدمية لأريفالو وأربينز بشركة يونايتد فروتس إلى الضغط على حكومة الولايات المتحدة الأمريكية من أجل إسقاطهما، نتيجة ذلك انتهت الثورة عام 1945 بانقلاب عسكري مدبر أمريكيًا وضع نظامًا عسكريًا في الحكم. تلت هذا النظام حكومات عسكرية أخرى ما أودى بالبلاد إلى حرب أهلية استمرت منذ عام 1960 حتى عام 1996. شهدت هذه الحرب انتهاكات لحقوق الإنسان من ضمنها الإبادة الجماعية لشعوب المايا الأصلية من قبل الجيش. بعد نهاية الحرب، أعادت غواتيمالا تشكيل حكومة تمثيل ديمقراطي عام 1997. واجهت الحكومة منذ ذلك الوقت صعوبة في فرض القانون وهي تعاني من ارتفاع معدل الجريمة والإعدامات الميدانية المتكررة التي تجريها قوات الأمن غالبًا.

## اتفاقيات السلام عام 1996 وحتى الوقت الحاضر
بقي وضع حقوق الإنسان صعبًا خلال فترة حكم أرزو، على الرغم من اتخاذ بعض الخطوات البدئية للحد من تأثير الجيش على الشؤون الوطنية. كانت أهم انتهاكات حقوق الإنسان في هذه الفترة قضية الذبح الوحشي للأسقف خوان خوسيه غيراردي في الرابع والعشرين من أبريل عام 1998، وذلك بعد يومين من تقديمه تقريرًا هامًا لحقوق الإنسان بشكل علني وبدعم من الكنيسة الكاثوليكية عُرف باسم غواتيمالا: أمر لن يتكرر، يلخص شهادته على انتهاكات حقوق الإنسان خلال الحرب الأهلية. أُعدت هذه الشهادة عن طريق مشروع استعادة الذاكرة التاريخية. في عام 2001، أُدين ثلاثة ضباط في الجيش في محكمة مدنية وحُكم عليهم بالسجن لمدة طويلة عقابًا على قتله.
أجرت غواتيمالا انتخابات رئاسية وتشريعية وانتخابات إدارة محلية في السابع من نوفمبر عام 1999، تلتها انتخابات رئاسية لاحقة في السادس والعشرين من ديسمبر. انتُقد ألفونسو بورتيو خلال حملته الانتخابية بسبب علاقته بالأمين العام للجبهة الجمهورية الغواتيمالية، الرئيس السابق ريوس مونت. وجه الكثيرون تهمًا مفادها أن عددًا من أكثر انتهاكات حقوق الإنسان فظاعة خلال الصراع الداخلي حدثت خلال فترة حكم ريوس مونت.
في الجولة الأولى من الانتخابات، حصلت الجبهة الجمهورية الغواتيمالية على ثلاثة وستين مقعدًا من المقاعد التشريعية المئة وثلاثة عشر، في حين حصل الحزب التقدمي الوطني على 37. تمكن حزب تحالف الوطن على تسعة مقاعد تشريعية، واشتركت ثلاثة أحزاب من الأقليات السياسية بأربعة مقاعد. في الانتخابات اللاحقة المعقودة في السادس والعشرين من ديسمبر، حصل ألفونسو بورتيو ممثل حزب الجبهة الجمهورية الغواتيمالية على 68% من الأصوات مقابل 32% لصالح أوسكار برغر ممثل الحزب التقدمي الوطني. حصل بورتيو على أغلبية في الدوائر الانتخابية الاثنتين والعشرين جميعها، إضافة إلى مدينة غواتيمالا العاصمة، التي كانت تمثل معقل الحزب التقدمي الوطني.
منح هذا الانتصار الانتخابي المثير للإعجاب -باكتساب ثلثي الأصوات في الجولة الانتخابية الثانية- بورتيو تفويضًا من الشعب للمضي قدمًا في برنامجه الإصلاحي. تعهد بالحفاظ على علاقات قوية مع الولايات المتحدة الأمريكية وتعزيز التعاون المتنامي لغواتيمالا مع المكسيك والانضمام إلى علمية الاندماج مع بقية دول أمريكا الوسطى والعالم الغربي. على الصعيد المحلي، تعهد بدعم التحرير المستمر للاقتصاد وزيادة الاستثمار في البنى التحتية ورأس المال البشري، بالإضافة إلى تأسيس بنك مركزي مستقل وزيادة الموارد من خلال فرض قوانين أكثر صرامة على عملية جمع الضرائب بدلًا من رفع الضرائب.
وعد بورتيو الشعب أيضًا بالمضي قدمًا في عملية السلام وتعيين وزير دفاع مدني وإصلاح القوات المسلحة وتعزيز حماية حقوق الإنسان، كما تعهد أن يستبدل بالجهاز العسكري الرئاسي للأمن جهازًا آخر مدنيًا. عين حكومة تعددية تضم أعضاء من السكان الأصليين للبلاد بالإضافة إلى أفراد مستقلين عن حزب الجبهة الجمهورية الغواتيمالية الحاكم.
خلال العام الأول من حكم بورتيو، كان التقدم في تطبيق الأجندة الإصلاحية الخاصة به يسير ببطء. نتيجة ذلك، تراجع الدعم الشعبي للحكومة ليصل إلى أدنى مستوياته بحلول عام 2001. حققت الحكومة تقدمًا في بعض الشؤون مثل تحمل الدولة مسؤولية القضايا السابقة المتعلقة بحقوق الإنسان ودعم حقوق الإنسان في الميادين الدولية. واجهت الحكومة صعوبة في محاسبة المسؤولين عن قضايا انتهاك حقوق الإنسان السابقة، بالإضافة إلى إنجاز الإصلاحات في الجيش أو اتفاق مالي يساعد على تمويل البرامج الهادفة إلى تحقيق السلام. بحثت الحكومة عن صلاحية تشريعية لزيادة مشاركة السكان في الشؤون السياسية. مثلت الملاحقة القانونية من طرف حكومة بورتيو للمتهمين في مقتل الأسقف غيراردي سابقة في تاريخ غواتيمالا عام 2001، إذ كانت المرة الأولى في تاريخ البلاد التي يخضع فيها ضباط في الجيش للمحاكمة في محكمة مدنية.
في وجه معدلات الجريمة المرتفعة ومشكلة الفساد الشعبي والمضايقات والتهديدات المستمرة من قبل مجرمين مجهولين لناشطي حقوق الإنسان والعاملين في المجال القضائي والصحفيين والشهود في قضايا حقوق الإنسان، بدأت الحكومة عام 2001 بمحاولات جدية للبدء بحوار وطني لمناقشة التحديات الكبيرة التي تواجه البلاد.
في يوليو من عام 2003، هزت مظاهرات الخميس الأسود عاصمة البلاد، مؤدية إلى إغلاق السفارة الأمريكية ومركز بعثة الأمم المتحدة. دعا أنصار ريوس مونت إلى عودته إلى السلطة، مطالبين المحاكم برفع الحظر عن دخول الزعماء الانقلابيين السابقين في الحكومة. طلبوا من مونت ترشيح نفسه للانتخابات الرئاسية المقررة عام 2003.